# Austrosaropogon nigrinus
Austrosaropogon nigrinus là một loài ruồi trong họ Asilidae. Austrosaropogon nigrinus được Macquart miêu tả năm 1850.